# Chikyū ga Ugoita Hi
Chikyū ga Ugoita Hi (jap. 地球が動いた日, dt. „Der Tag, an dem die Erde sich bewegte“) ist ein japanischer Anime-Film aus dem Jahr 1997 nach einem Buch von Etsuko Kishikawa von 1996 (ISBN 4-406-02465-4).
Der Film erzählt aus Sicht mehrerer Kinder die Ereignisse des Hanshin-Awaji-Erdbebens, das 1995 die Stadt Kōbe verwüstete und mehr als 6400 Tote forderte.

## Handlung
Der zwölfjährige Tsuyoshi Takahashi lebt in Kōbe und besucht die Shiokaze-Grundschule. Durch seinen Ehrgeiz, auf eine private Mittelschule zu kommen, vernachlässigt er unter anderem seine Freunde Kazuyuki Kato (genannt Kazu), der seit dem Tod seiner Mutter depressiv ist und immer seltener das Haus verlässt, und Miho Sugamoto, eine Jugendfreundin, in die er sogar etwas verknallt ist. Als diese ihn bittet, ihr bei einer Rede für die Abschlussfeier zu helfen, stößt dieser sie nur weg, um seine eigenen Ziele zu verfolgen.
Einige Tage später, am 17. Januar 1995 um 5:46 Uhr morgens, wird die Stadt von einem verheerenden Erdbeben der Stärke 7,2 erschüttert. Tsuyoshi und sein Bruder Jun schlafen zu diesem Zeitpunkt noch. Viele als sicher geltende Gebäude stürzen ein, auch das Haus der Takahashis. Tsuyoshi wird einige Stunden später geborgen – unverletzt, wie alle in seiner Familie.
Während die Takahashis durch die stark verwüstete und brennende Stadt zur Notunterkunft marschieren, treffen sie auf Kazu, der sie um Hilfe bittet, da sein Vater verschüttet wurde. Tsuyoshis Vater folgt ihm, während sich die Familie in die überfüllte Notunterkunft (Tsuyoshis Schule) begibt. Durch den Zusammenbruch der Wasserversorgung gibt es weder Trink- noch Löschwasser. Die Nahrungsmittel gehen zur Neige. Und da es Winter ist, frieren alle. Als Tsuyoshi seinen Vater im Krankenhaus aufsucht, findet er heraus, dass Kazus Vater es nicht geschafft hat. Kazu verfällt in noch tiefere Depressionen.
Während der nächsten Tage bleibt die Lage kritisch. Noch immer wüten Brände und es gibt immer noch nicht genug Wasser. Sensei, der Klassenlehrer von Tsuyoshi und Kazu, fährt durch die zerstörte Stadt, um nach seinen Schülern zu sehen. Als er Kazu findet, bringt er diesen gegen seinen Willen in die Notunterkunft. Tsuyoshi will nach seinen Großeltern sehen, die im Stadtteil Hagata leben. Während seiner beschwerlichen Reise durch das zerstörte Kobe wird er Zeuge, wie mehrere Menschen aus den Trümmern gerettet werden. Beeindruckt davon beginnt er zu lernen, dass er sich auch um andere Menschen kümmern muss. Als er sich bei Miho entschuldigen will, muss er entsetzt feststellen, dass sie und ihre gesamte Familie bei dem Beben ums Leben kamen. 
In den darauffolgenden Wochen verlassen immer mehr Menschen die Schule, um in richtige Notunterkünfte zu ziehen. Dabei treffen Tsuyoshi und seine Klassenkameraden auf Hana, eine Seniorin, die ihnen vom Krieg erzählt und ihnen beibringt, dass Verlorenes auch wieder aufgebaut werden kann. Hana, die sich weigert, die Schule zu verlassen, da sie in der Notunterkunft sonst alleine wäre, erhält von den Kindern das Versprechen, dass diese sie regelmäßig besuchen werden.
Als Kazu von seiner Tante abgeholt wird, weigert dieser sich, Kobe zu verlassen, um seinen Vater nahe sein zu können. Die Tante willigt ein, ihn erst nach seinem Abschluss mitzunehmen. Tsuyoshi besucht Kazu an der Ruine seines Hauses und versucht, ihn aufzumuntern. Kazu sträubt sich davor, doch Tsuyoshi versucht, ihn trotzdem dazu zu bringen, an der Abschlussfeier teilzunehmen. Kazu lehnt zunächst ab, willigt dann aber doch ein, da es seinen Vater stolz machen würde. 
Bei der Feier am 24. März (zwei Monate nach dem Beben) gedenken die Kinder, die in der Zeit nach dem Beben gereift sind, den Toten. Als Kazu seinen Namen, im Rahmen der Zeremonie, laut aussprechen soll, zögert er zunächst. Als er sich erinnert, wie stolz sein Vater wäre, ruft er laut seinen Namen und erhält dafür tosenden Applaus. Tsuyoshi trifft wieder auf den Mann, der ihn aus den Trümmern gerettet hat und kann sich endlich bei ihm bedanken.
Als Kazu mit dem Zug zu seiner Tante fahren will, verabschiedet er sich von Tsuyoshi. Dieser hat beschlossen, auf eine normale Mittelschule zu gehen und später in Kobe zu bleiben. Beeindruckt von den Helfern, hat er beschlossen, später auch so zu werden und anderen Menschen zu helfen. Während Kazu im Zug sitzt, sieht er überraschend seine Mitschüler am Strand entlanglaufen und ihm zuwinken. Glücklich, doch nicht allein zu sein, winkt er zurück, während sein Zug gen Sonnenuntergang fährt.

## Auszeichnungen
Der Film erhielt Empfehlungen vom japanischen Kultusministerium, des Nationalen Elternvertretungsausschusses, dem zentralen Kinderfürsorgeausschuss des Sozialministeriums, der Feuer- und Katastrophenbehörde des Innenministeriums, sowie der Behörde für Staatsland, des Nationalen Ausschusses für Soziale Wohlfahrt, sowie den Sonderpreis auf der Animation Kōbe.